# Nävsjön
Nävsjön är en skogssjö i Kolmården 19 km sydväst om Nyköping i Norrköpings kommun och Nyköpings kommun i Södermanland och ingår i Kilaån-Motala ströms kustområde. Sjön är 4,4 meter djup, har en yta på 0,791 kvadratkilometer och befinner sig 64 meter över havet. Sjön avvattnas av vattendraget Näveån till Bråviken.
Sjön och området omkring ingår i naturreservatt och Natura 2000-området Nävsjön.
Runt sjön går en cirka 8 km lång rundslinga som en del av Sörmlandsleden.

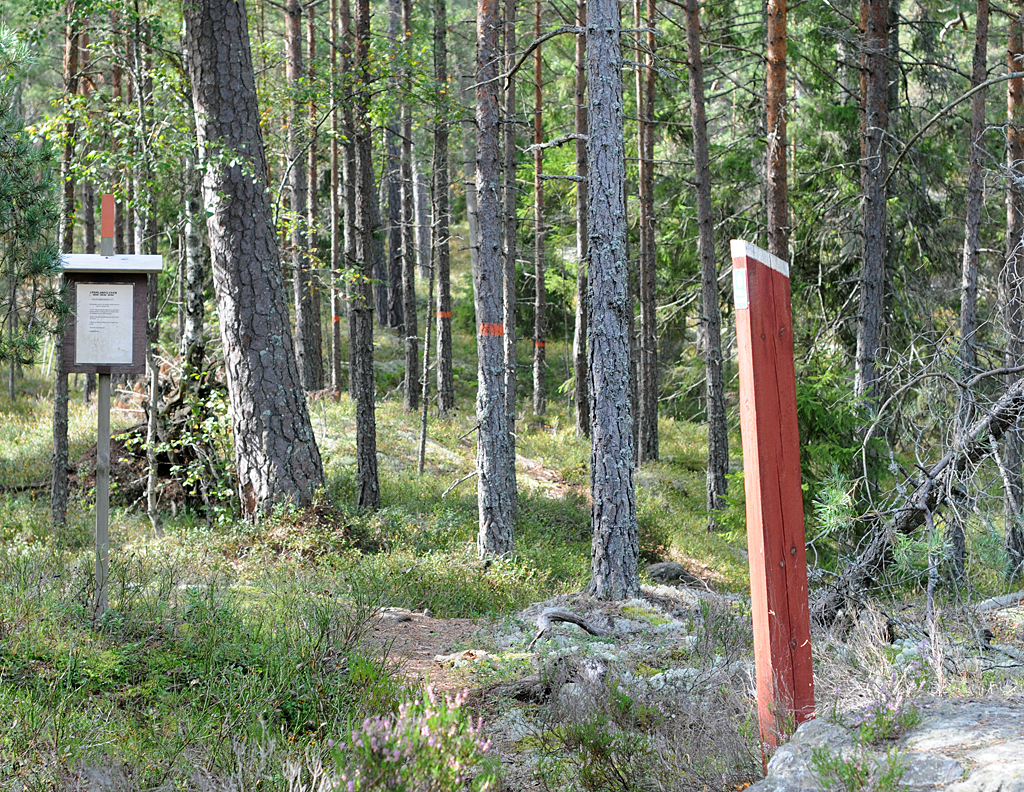
Naturreservatet
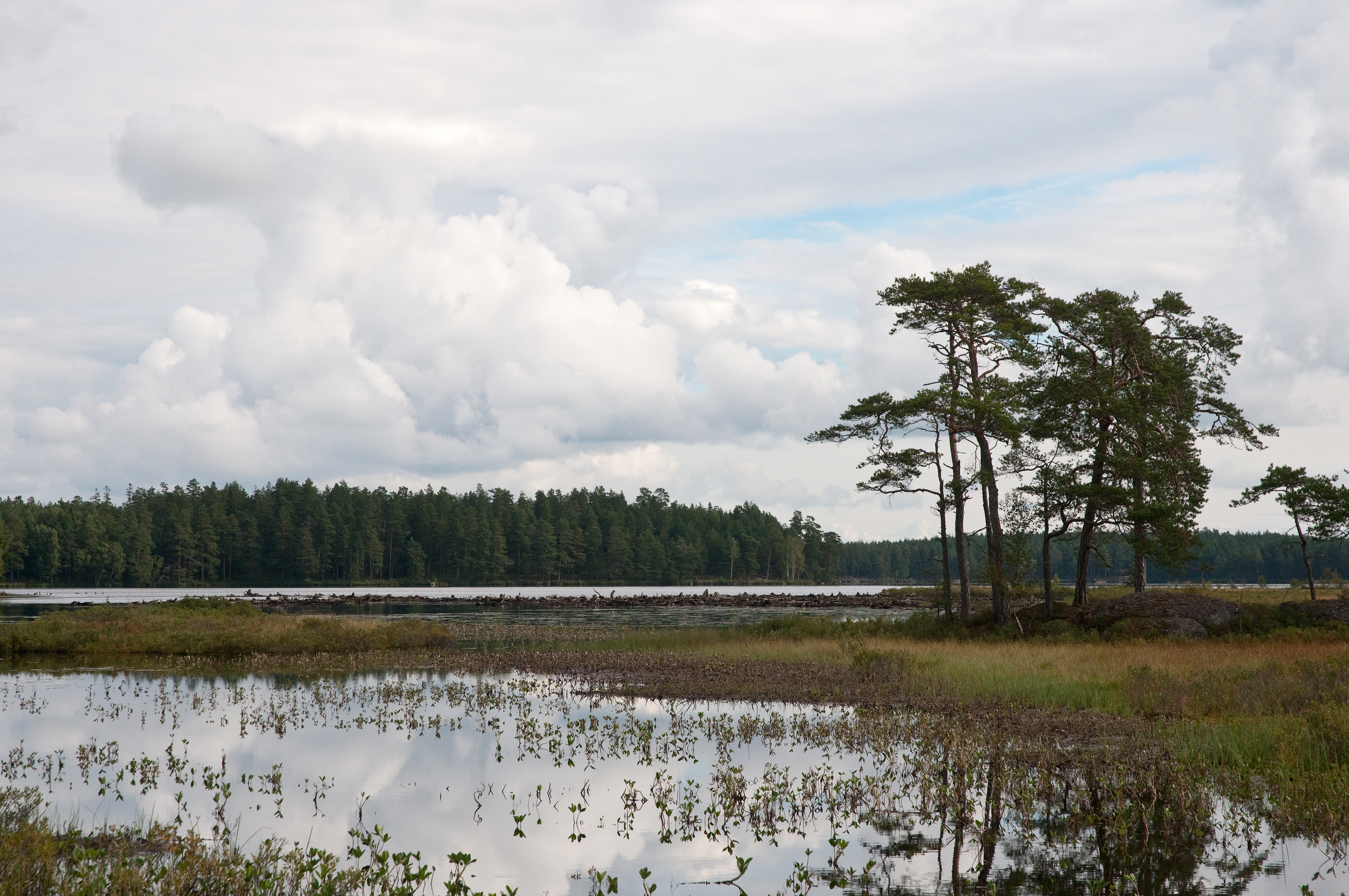
Sjön i sydväst
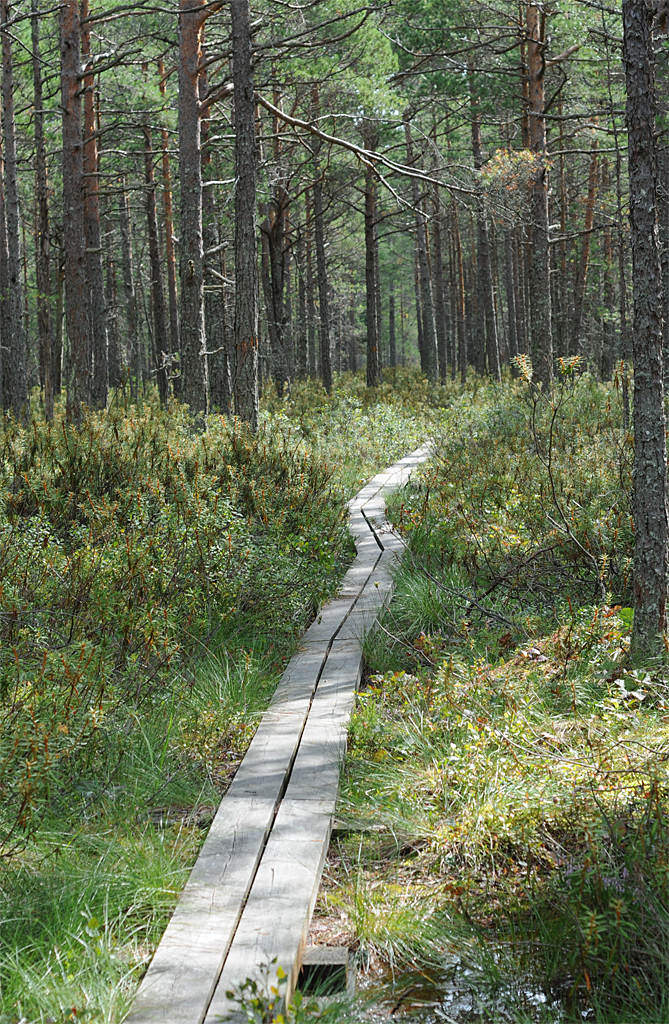
Spänger över myrmarken i söder
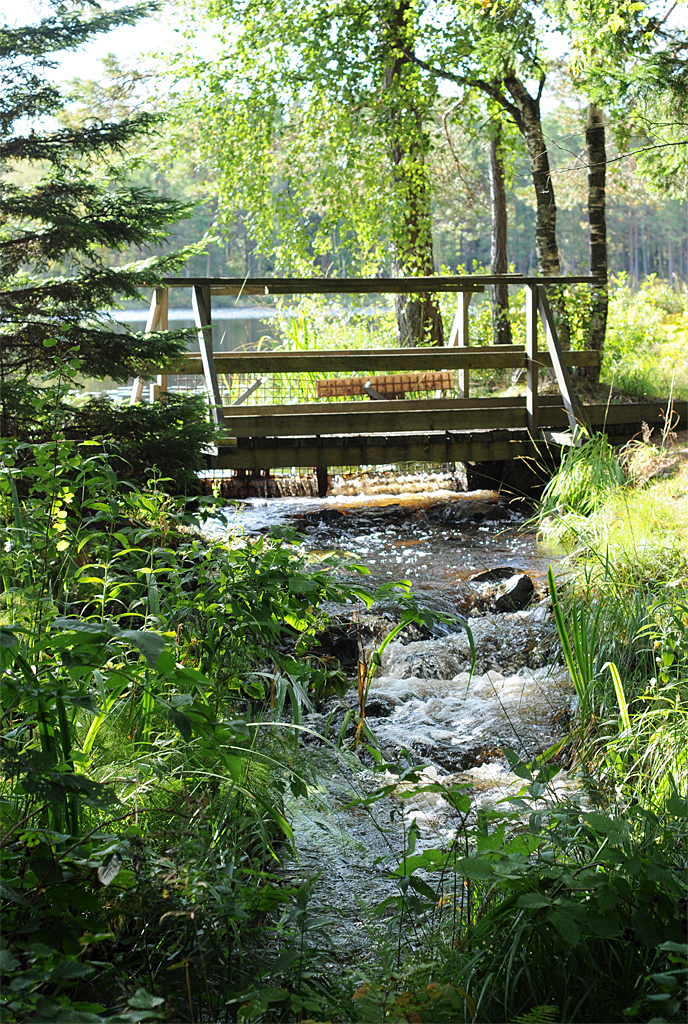
Utloppet i Näveån

## Delavrinningsområde
Nävsjön ingår i delavrinningsområde (650477-155387) som SMHI kallar för Utloppet av Nävsjön. Medelhöjden är 75 meter över havet och ytan är 10,27 kvadratkilometer. Det finns inga avrinningsområden uppströms utan avrinningsområdet är högsta punkten. Avrinningsområdets utflöde Näveån mynnar i havet. Avrinningsområdet består mestadels av skog (90 procent). Avrinningsområdet har 0,85 kvadratkilometer vattenytor vilket ger det en sjöprocent på 8,3 procent.

## Tragiska händelser
Under inflygning från Bråviken den tredje december 1953, kom tre jaktplan J29A (flygande tunnan) ur tredje divisionen vid F16 i Uppsala ur kurs efter en misslyckad molngenomgång varav det ena planet störtade i Nävsjön och piloten omkom. En vrakdel från händelsen finns bevarad på F11 Museum vid Skavsta flygplats i Nyköping.